# Александровский, Михаил Иванович
Михаил Иванович Александровский (1865—1943) — московский историк, краевед и педагог.

## Биография
Родился в Москве в 1865 году. Сын писателя и богослова, протоиерея И. Н. Александровского.
В 1887 году окончил историко-филологический факультет Московского университета). В 1896—1910 годах преподавал русский язык в гимназиях Виленской губернии. Около 1911 года переселился в Москву.
В 1912—1918 годах участвовал в работе церковно-археологического отдела Общества любителей духовного просвещения. Изучал церковную топонимику.
После Октябрьской революции Александровский работал в Комиссии по делам музеев и охраны памятников при Моссовете, был заведующим отделом архитектурной графики Исторического музея (1918—1930), секретарём Комиссии по изучению Старой Москвы (1922—1926).
В 1927—1929 годах читал курс лекций по истории Москвы в Обществе друзей Исторического музея.
Входил в состав охраны патриарха Тихона. В конце 1920-х был арестован по делу церковников на несколько месяцев.
В 1934—1937 годах сотрудничал с Архивно-исторической бригадой Комиссии по строительству метрополитена Московской государственной академии материальной культуры.
В 1938—1942 годах работал в Комиссии по истории Москвы при Институте истории Академии наук СССР, участвовал в составлении списка памятников архитектуры, подлежащих сохранению при реконструкции Москвы.
Жил в Спиридоньевском переулке (д. 11).
Умер в 1943 году в Москве. Похоронен на Даниловском кладбище.

## Творчество
Подготовил указатели московских церквей (М.: Рус. печат. (аренд. Б. В. Назаревский), 1915. — 76 с.), кремлёвских церквей (М., 1916), древних церквей Ивановского сорока (М., 1917), древних церквей и церквей в местности Сретенского сорока (не опубликованы).
В 1936—1937 годы вместе с П. Н. Миллером и П. В. Сытиным Александровский работал над книгой «Происхождение названий улиц, переулков, площадей Москвы», отказавшись от продолжения работы и передав собранные им материалы соавторам. Книга была выпущена в свет в 1938 году .
В 1938—1939 годы совместно с Н. П. Розановым[уточнить] собирал материалы о крепостных сооружениях XVI—XVII вв., в те же годы занимался выявлением зданий, построенных по проектам М. Ф. Казакова и Д. В. Ухтомского.
В 1941—1942 годы участвовал в составлении «Московской летописи Отечественной войны Советского Союза».
Александровский — автор ряда статей по топонимике архитектурных памятников Москвы. Значительное число его работ, в том числе указатели архитектурных памятников Москвы, Московского, Коломенского и других уездов, не опубликовано.

### Опубликованные работы
- Краткий указатель Московских церквей. — М., 1914. − 33 с.
- Дополнение к «Краткому указатель Московских церквей» (домовые церкви, не отличающиеся особой архитектурой). — М., 1914. — 8 с.
- Указатель Московских церквей. — М., 1915. — 76 с.[2]
- Указатель церквей и часовен Китай-города. — М., 1916. — 32 с.
- Указатель древних церквей в местности  Ивановского сорока. — М., 1917. — 36 с.
- Указатель московских церквей. Сост. М. Александровский. — М.: Моск. гор. отд. Всерос. о-ва охраны памятников истории и культуры, 1996. — 86 с.

### Работы, оставшиеся в рукописях
- Исторический указатель московских церквей. — М., 1917.  Эта рукопись дополнялась автором до 1942 г.